# Fußball-Weltmeisterschaft 2018/Qualifikation (CONCACAF)

Der Kontinentalverband CONCACAF

Die Verbände der Nord- und Zentralamerikanischen und karibischen Fußballkonföderation (CONCACAF) haben drei feste Plätze für die Fußball-Weltmeisterschaft 2018. Ein weiterer WM-Teilnehmer wird in einer interkontinentalen Entscheidungsbegegnung ermittelt. Die Auslosung der ersten und zweiten Runde der Qualifikationsspiele erfolgte am 15. Januar 2015 in Miami.
Für die Qualifikation meldeten sich alle 35 Verbände der CONCACAF, die auch Mitglied des Weltverbandes FIFA sind.

## Reglement der FIFA
Gemäß FIFA-Regularien werden die Vorrundenspiele in Form von Gruppenspielen und Pokalspielen jeweils in Hin- und Rückspielen ausgetragen oder in Ausnahmefällen in Turnierform in einem der beteiligten Länder. In den Gruppenspielen werden drei Punkte für einen Sieg vergeben und je einer für ein Unentschieden. Es entscheiden folgende Kriterien:
1. höhere Anzahl Punkte
2. bessere Tordifferenz
3. höhere Anzahl erzielter Tore
4. höhere Anzahl Punkte aus den Direktbegegnungen zwischen den punkt- und torgleichen Mannschaften
5. bessere Tordifferenz aus den Direktbegegnungen zwischen den punkt- und torgleichen Mannschaften
6. höhere Anzahl Tore aus den Direktbegegnungen zwischen den punkt- und torgleichen Mannschaften
7. höhere Anzahl Auswärtstore aus den Direktbegegnungen zwischen den punkt- und torgleichen Mannschaften, wenn nur zwei Mannschaften betroffen sind.

Schneiden zwei Mannschaften gemäß diesen Kriterien gleich ab, wird ein Entscheidungsspiel angesetzt.
In den Pokalspielen zählt bei Torgleichheit nach den beiden Spielen die höhere Anzahl erzielter Auswärtstore. Ist auch die Anzahl Auswärtstore gleich, wird eine Verlängerung gespielt. Wenn in der Verlängerung kein Tor fällt, wird die Begegnung im Elfmeterschießen entschieden. Bei gleich vielen Tore in der Verlängerung, qualifiziert sich die Auswärtsmannschaft aufgrund mehr erzielter Auswärtstore.

## Modus
Die Qualifikation in der CONCACAF-Zone wird in fünf Runden gespielt. Zunächst treten in einer K.-o.-Runde die auf Platz 22 bis 35 gesetzten Mannschaften gegeneinander an, um die Zahl der Mannschaften auf 28 zu reduzieren. In der zweiten Runde spielen die auf Platz 9 bis 21 gesetzten Verbände sowie die sieben Qualifikanten der 1. Runde in 10 Paarungen gegeneinander, aus denen sich jeweils die Sieger für die 3. Runde qualifizieren. In der 3. Runde spielen die an Platz 7 und 8 platzierten Mannschaften und die 10 Sieger der zweiten Runde sechs Mannschaften aus, die zusammen mit den sechs top-platzierten Mannschaften in der vierten Runde gegeneinander spielen. Die sechs Sieger spielen dann in einer Gruppenphase die drei Mannschaften aus, die sich direkt für die WM qualifizieren, und den Qualifikanten für die Interkontinentalen Playoffs.

## Erste Runde
In der ersten Runde traten die vierzehn in der FIFA-Weltrangliste am schlechtesten platzierten Mannschaften im K.-o.-System mit Hin- und Rückspiel gegeneinander an. Bei der Auslosung wurden den Mannschaften auf Platz 22 bis 28 die Mannschaften auf Platz 29 bis 35 zugelost und zudem gelost, wer zuerst Heimrecht hatte. Die sieben Sieger der ersten Runde rückten in die zweite Runde vor. Die Spiele fanden vom 23. März bis 1. April 2015 statt.
|                      | Gesamt    |                              | Hinspiel     | Rückspiel |
| -------------------- | --------- | ---------------------------- | ------------ | --------- |
| Bahamas              | 0:8       | Bermuda                      | 0:5 (0:3)    | 0:3 (0:0) |
| Brit. Jungferninseln | 2:3       | Dominica                     | 12:3 (1:1) 1 | 0:0       |
| Barbados             | 4:1       | Amerikanische Jungferninseln | 0:1 (0:1)    | 4:0 (2:0) |
| St. Kitts und Nevis  | 12:40     | Turks- und Caicosinseln      | 6:2 (3:1)    | 6:2 (3:2) |
| Nicaragua            | 8:0       | Anguilla                     | 5:0 (4:0)    | 3:0 (2:0) |
| Belize               | (a)1:1(a) | Cayman Islands               | 0:0          | 1:1 (1:1) |
| Curaçao              | 4:3       | Montserrat                   | 2:1 (2:1)    | 2:2 (1:0) |

## Zweite Runde
In der zweiten Runde traten die sieben Sieger der ersten Runde sowie die auf Platz 9 bis 21 in der CONCACAF-Rangliste der FIFA-Weltrangliste platzierten Mannschaften im K.-o.-System mit Hin- und Rückspiel gegeneinander an. Bei der Auslosung wurden den Mannschaften auf Platz 16 bis 18 der Rangliste die Mannschaften auf Platz 19 bis 21 zugelost und zudem gelost wer zuerst Heimrecht hat. Den Mannschaften auf Platz 9 bis 15 der Rangliste wurden die noch nicht feststehenden Sieger der ersten Runde zugelost. Mit El Salvador, Kanada und Kuba griffen in dieser Runde auch drei ehemalige WM-Teilnehmer ein. Die zehn Sieger der zweiten Runde rückten in die dritte Runde vor. Die Spiele fanden zwischen dem 8. und dem 16. Juni 2015 statt.
|                                | Gesamt    |             | Hinspiel  | Rückspiel   |
| ------------------------------ | --------- | ----------- | --------- | ----------- |
| St. Vincent und die Grenadinen | (a)6:6(a) | Guyana      | 2:2 (0:1) | 4:4 (2:1)   |
| Antigua und Barbuda            | 5:4       | St. Lucia   | 1:3 (1:1) | 4:1 (0:0)   |
| Puerto Rico                    | 1:2       | Grenada     | 1:0 (1:0) | 0:2 (0:1)   |
| Dominica                       | 0:6       | Kanada      | 0:2 (0:1) | 0:4 (0:2)   |
| Dominikanische Republik        | 1:5       | Belize      | 1:2 (0:1) | 0:3 (0:2)   |
| Guatemala                      | 1:0       | Bermuda     | 0:0       | 1:0 (1:0)   |
| Aruba                          | 3:2       | Barbados    | 0:2 (0:2) | 13:0 1(0:0) |
| St. Kitts und Nevis            | 3:6       | El Salvador | 2:2 (0:1) | 1:4 (0:1)   |
| Curaçao                        | (a)1:1(a) | Kuba        | 0:0       | 1:1 (1:1)   |
| Nicaragua                      | 4:1       | Suriname    | 1:0 (1:0) | 3:1 (1:1)   |

## Dritte Runde
Die Auslosung für die dritte und vierte Runde fand am 25. Juli 2015 im Konstantinpalast in Strelna statt. Hier traten die 10 Sieger der zweiten Runde und die auf Platz 7 und 8 in der CONCACAF-Rangliste der FIFA-Weltrangliste platzierten Mannschaften, die ehemaligen WM-Teilnehmer Haiti und Jamaika, im K.-o.-System mit Hin- und Rückspiel gegeneinander an. Die sechs Sieger der dritten Runde rückten in die vierte Runde vor. Die Spiele fanden vom 31. August bis zum 8. September 2015 statt.
|                                | Gesamt |             | Hinspiel  | Rückspiel |
| ------------------------------ | ------ | ----------- | --------- | --------- |
| Curaçao                        | 0:2    | El Salvador | 0:1 (0:1) | 0:1 (0:1) |
| Kanada                         | 4:1    | Belize      | 3:0 (1:0) | 1:1 (1:1) |
| Grenada                        | 1:6    | Haiti       | 1:3 (1:2) | 0:3 (0:2) |
| Jamaika                        | 4:3    | Nicaragua   | 2:3 (0:2) | 2:0 (1:0) |
| St. Vincent und die Grenadinen | 3:2    | Aruba       | 2:0 (0:0) | 1:2 (0:1) |
| Antigua und Barbuda            | 1:2    | Guatemala   | 1:0 (0:0) | 0:2 (0:0) |

## Vierte Runde
Hier trafen die sechs Sieger der dritten Runde und die auf Platz 1 bis 6 in der CONCACAF-Rangliste der FIFA-Weltrangliste platzierten Mannschaften von November 2015 bis September 2016 im Ligaformat aufeinander, um sechs Mannschaften für die fünfte Runde zu ermitteln. Gespielt wurde in 3 Gruppen zu je 4 Mannschaften, jeweils die ersten beiden Mannschaften qualifizierten sich für die fünfte Runde. Bis auf Guatemala, Panama sowie St. Vincent und die Grenadinen hatten sich alle für die vierte Runde qualifizierten Mannschaften schon mindestens einmal für eine WM-Endrunde qualifiziert.

### Gruppeneinteilung
| Gruppe A    | Gruppe B   | Gruppe C                       |
| ----------- | ---------- | ------------------------------ |
| Mexiko      | Costa Rica | Vereinigte Staaten             |
| Honduras    | Panama     | Trinidad und Tobago            |
| El Salvador | Haiti      | St. Vincent und die Grenadinen |
| Kanada      | Jamaika    | Guatemala                      |

### Gruppe A
Tabelle
| Pl. | Mannschaft  | Sp. | S | U | N | Tore    | Diff. | Punkte |
| --- | ----------- | --- | - | - | - | ------- | ----- | ------ |
| 1.  | Mexiko      | 6   | 5 | 1 | 0 | 013:100 | +12   | 16     |
| 2.  | Honduras    | 6   | 2 | 2 | 2 | 006:600 | ±0    | 08     |
| 3.  | Kanada      | 6   | 2 | 1 | 3 | 005:800 | −3    | 07     |
| 4.  | El Salvador | 6   | 0 | 2 | 4 | 004:130 | −9    | 02     |

Spielergebnisse
| 13.11.2015 | Mexiko-Stadt   | Mexiko      | – | El Salvador | 3:0 (2:0) |
| 13.11.2015 | Vancouver      | Kanada      | – | Honduras    | 1:0 (1:0) |
| 17.11.2015 | San Pedro Sula | Honduras    | – | Mexiko      | 0:2 (0:0) |
| 17.11.2015 | San Salvador   | El Salvador | – | Kanada      | 0:0       |
| 25.03.2016 | Vancouver      | Kanada      | – | Mexiko      | 0:3 (0:2) |
| 25.03.2016 | San Salvador   | El Salvador | – | Honduras    | 2:2 (1:1) |

### Gruppe B
Tabelle
| Pl. | Mannschaft | Sp. | S | U | N | Tore    | Diff. | Punkte |
| --- | ---------- | --- | - | - | - | ------- | ----- | ------ |
| 1.  | Costa Rica | 6   | 5 | 1 | 0 | 011:300 | +8    | 16     |
| 2.  | Panama     | 6   | 3 | 1 | 2 | 007:500 | +2    | 10     |
| 3.  | Haiti      | 6   | 1 | 1 | 4 | 002:400 | −2    | 04     |
| 4.  | Jamaika    | 6   | 1 | 1 | 4 | 002:100 | −8    | 04     |

Spielergebnisse
| 13.11.2015 | Kingston       | Jamaika    | – | Panama     | 0:2 (0:1) |
| 13.11.2015 | San José       | Costa Rica | – | Haiti      | 1:0 (1:0) |
| 17.11.2015 | Panama-Stadt   | Panama     | – | Costa Rica | 1:2 (0:0) |
| 17.11.2015 | Port-au-Prince | Haiti      | – | Jamaika    | 0:1 (0:0) |
| 25.03.2016 | Kingston       | Jamaika    | – | Costa Rica | 1:1 (1:0) |
| 25.03.2016 | Port-au-Prince | Haiti      | – | Panama     | 0:0       |

### Gruppe C
Tabelle
| Pl. | Mannschaft                     | Sp. | S | U | N | Tore    | Diff. | Punkte |
| --- | ------------------------------ | --- | - | - | - | ------- | ----- | ------ |
| 1.  | USA                            | 6   | 4 | 1 | 1 | 020:300 | +17   | 13     |
| 2.  | Trinidad und Tobago            | 6   | 3 | 2 | 1 | 013:900 | +4    | 11     |
| 3.  | Guatemala                      | 6   | 3 | 1 | 2 | 018:110 | +7    | 10     |
| 4.  | St. Vincent und die Grenadinen | 6   | 0 | 0 | 6 | 006:340 | −28   | 0      |

Spielergebnisse
| 13.11.2015 | Guatemala-Stadt | Guatemala                  | – | Trinidad und Tobago        | 1:2 (0:0) |
| 13.11.2015 | St. Louis       | USA                        | – | St. Vincent/die Grenadinen | 6:1 (3:1) |
| 17.11.2015 | Arnos Vale      | St. Vincent/die Grenadinen | – | Guatemala                  | 0:4 (0:2) |
| 17.11.2015 | Port of Spain   | Trinidad und Tobago        | – | USA                        | 0:0       |
| 25.03.2016 | Guatemala-Stadt | Guatemala                  | – | USA                        | 2:0 (2:0) |
| 25.03.2016 | Arnos Vale      | St. Vincent/die Grenadinen | – | Trinidad und Tobago        | 2:3 (1:0) |

## Fünfte Runde
Die drei Gruppensieger und Gruppenzweiten der vierten Runde bildeten eine Sechsergruppe. Gespielt wurde von November 2016 bis Oktober 2017 im Meisterschaftssystem mit Hin- und Rückspielen. Die drei ersten Mannschaften qualifizierten sich direkt für die Weltmeisterschaft 2018. Die viertplatzierte Mannschaft qualifizierte sich für die Interkontinentalen Play-offs gegen Australien (5. der AFC-Qualifikation).
Tabelle
| Pl. | Mannschaft          | Sp. | S | U | N | Tore    | Diff. | Punkte |
| --- | ------------------- | --- | - | - | - | ------- | ----- | ------ |
| 1.  | Mexiko              | 10  | 6 | 3 | 1 | 016:700 | +9    | 21     |
| 2.  | Costa Rica          | 10  | 4 | 4 | 2 | 014:800 | +6    | 16     |
| 3.  | Panama              | 10  | 3 | 4 | 3 | 009:100 | −1    | 13     |
| 4.  | Honduras            | 10  | 3 | 4 | 3 | 013:190 | −6    | 13     |
| 5.  | USA                 | 10  | 3 | 3 | 4 | 017:130 | +4    | 12     |
| 6.  | Trinidad und Tobago | 10  | 2 | 0 | 8 | 007:190 | −12   | 06     |

Spielergebnisse
| 11.11.2016 | San Pedro Sula | Honduras            | – | Panama              | 0:1 (0:1) |
| 11.11.2016 | Port of Spain  | Trinidad und Tobago | – | Costa Rica          | 0:2 (0:0) |
| 11.11.2016 | Columbus       | USA                 | – | Mexiko              | 1:2 (0:1) |
| 15.11.2016 | San Pedro Sula | Honduras            | – | Trinidad und Tobago | 3:1 (2:0) |
| 15.11.2016 | San José       | Costa Rica          | – | USA                 | 4:0 (1:0) |
| 15.11.2016 | Panama-Stadt   | Panama              | – | Mexiko              | 0:0       |
| 24.03.2017 | Port of Spain  | Trinidad und Tobago | – | Panama              | 1:0 (1:0) |
| 24.03.2017 | Mexiko-Stadt   | Mexiko              | – | Costa Rica          | 2:0 (2:0) |
| 24.03.2017 | San José       | USA                 | – | Honduras            | 6:0 (3:0) |
| 28.03.2017 | San Pedro Sula | Honduras            | – | Costa Rica          | 1:1 (1:0) |
| 28.03.2017 | Port of Spain  | Trinidad und Tobago | – | Mexiko              | 0:1 (0:0) |
| 28.03.2017 | Panama-Stadt   | Panama              | – | USA                 | 1:1 (1:1) |
| 08.06.2017 | Commerce City  | USA                 | – | Trinidad und Tobago | 2:0 (0:0) |
| 08.06.2017 | San José       | Costa Rica          | – | Panama              | 0:0       |
| 08.06.2017 | Mexiko-Stadt   | Mexiko              | – | Honduras            | 3:0 (0:0) |

## Torschützenliste
Nachfolgend sind die besten Torschützen der nord- und zentralamerikanischen und karibischen WM-Qualifikation aufgeführt. Bei gleicher Toranzahl wird aufsteigend nach Anzahl der Spielminuten sortiert. 
| Platz                    | Spieler           | Tore | Spielzeit |
| ------------------------ | ----------------- | ---- | --------- |
| 01                       | Carlos Ruiz       | 9    | 820       |
| 02                       | Jozy Altidore     | 6    | 927       |
| 03                       | Clint Dempsey     | 5    | 446       |
| 04                       | Nelson Bonilla    | 5    | 476       |
| 05                       | Christian Pulisic | 5    | 719       |
| 06                       | Deon McCaulay     | 4    | 360       |
| 07                       | Romell Quioto     | 4    | 547       |
| 08                       | Cyle Larin        | 4    | 627       |
| 09                       | Oalex Anderson    | 4    | 681       |
| 10                       | Tosaint Ricketts  | 4    | 702       |
| 11                       | Christian Bolaños | 4    | 702       |
| Stand: 1. September 2017 |                   |      |           |